# Christian IV som Bygherre
Christian IV som Bygherre er en dansk film fra 1941 instrueret af Bjarne Henning-Jensen efter eget manuskript.

## Handling
Filmen handler om byggerierne i København og nord for København, som Christian 4. satte i gang.